# Хохлов, Анатолий Павлович
Анатолий Павлович Хохлов (род. 25 января 1935, д. Рудник, Иркутская область) — российский геолог, Заслуженный геолог Российской Федерации, первооткрыватель Попутнинского золоторудного месторождения.

## Биография
Родился 25 января 1935 года в д. Рудник Тыретского района Иркутской области.
В 1953 году окончил Черемховский горный техникум в Иркутской области по специальности «Геология угольных месторождений». Работал в Ангарской геологоразведочной экспедиции, пройдя путь от коллектора до начальника экспедиции.
В 1970 году заочно закончил Томский государственный университет по специальности «Геологическая съемка и поиски месторождений полезных ископаемых».
В 1976—1979 гг. — был в загранкомандировке в Алжире.
В 1981—1988 гг — сначала главный геолог, а затем начальник Ангарской геологоразведочной экспедиции.
С 1988 г. заместитель, а с 1990 г.- первый заместитель генерального директора ПГО «Красноярскгеология».
С 1993 г. — генеральный директор ГГП «Красноярскгеология».
В 1996 г. ГГП «Красноярскгеология» было преобразовано в ОАО «Красноярская горно-геологическая компания» (ОАО «Красноярскгеология»). А. П. Хохлов стал генеральным директором этой компании, которой он руководил 25 лет.
Первооткрыватель Попутнинского золоторудного месторождения (1974).
Скончался 21 ноября 2021 г.

## Награды и премии
Медаль «В ознаменование 100-летия со дня рождения Владимира Ильича Ленина» (1970), Отличник разведки недр (1972), Заслуженный геолог Российской Федерации (2002).